# Hasendorf (Gemeinde Köflach)
Hasendorf war ein Ort in der Weststeiermark in der Stadtgemeinde Köflach im Bezirk Voitsberg. Die Ortschaft ging im 20. Jahrhundert ab.

## Ortsname und Geografie
Der Name Hasendorf leitet sich wahrscheinlich von althochdeutschen Personennamen Haso ab, der vermutlich der erste Grundherr oder der Siedlungsleiter der Ortschaft war.
Hasendorf lag südwestlich von Köflach und nordwestlich von Pichling bei Köflach, etwas westlich der Packer Straße B 70.

## Geschichte
Der Ort entstand während der bairischen Besiedelung der Gegend als Gründungsdorf mit einer lockeren angeordneten Reihe an Gehöften sowie mit Allmende. Die erste urkundliche Erwähnung des Ortes erfolgt 1318 als der Freie Dietmar von Hasendorf genannt wird, welcher vermutlich am Rößlhof saß.
Bis 1848 gehörten die Einwohner zur Grundherrschaft der Herrschaften Lankowitz, Piber sowie Reiteregg. Nach Lankowitz gingen ab 1595 auch zwei Drittel des Zehnten auf Weizen, Korn und Gänse. Zumindest in den Jahren 1493 und 1563 hob die Herrschaft Piber den Großen Zehnt ein. Die Pfarrgült ging nach Köflach. Die Pfarre Köflach betrieb ab spätestens 1579 eine Ziegelei im Ort. Die Allmende im Ort wurde nach 1750 verteilt.
Im Jahr 1799 eröffnete Fortunat Spöck beim Ort den St. Balthasar-Stollen, in dem nach Kohle gegraben wurde. Durch den aufkommenden Kohlenbergbau in der Umgebung, aber auch durch den Ausbau des Pichlinger Eisenwerkes wuchs die Bevölkerung des Ortes nach 1814 stark an. Mit der Konstituierung der freien Gemeinden im Jahr 1850 kam Hasendorf zur freien Ortsgemeinde Pichling und zusammen mit dieser am 1. Jänner 1952 zur Stadtgemeinde Köflach. Im Jahr 1878 baute die Lankowitzer Kohlenkompagnie auf drei Feldmaßen Kohle sowohl im Tage- als auch im Untertagebau ab. Die hier abgebaute Kohle wurde durch den Katharinastollen nach Weyern sowie durch den Revierstollen nach Köflach gebracht. Der Kohlenbergbau Hasendorf wurde am 19. September 1882 durch ein Hochwasser überschwemmt, das durch den Revierstollen abfloss und so auch Köflach erreichte. Um 1895 fuhren entlang der Hasendorferstraße täglich mindestens 100 schwere und mit Kohle beladenen Fuhrwerke.
Am 16. Jänner 1902 brach während eines Orkansturms ein Feuer aus, welches sich über das Ortsgebiet ausbreitete und auch den benachbarten Ort Pichling bedrohte. Ab 1920 betrieben die Graz-Köflacher Eisenbahn- und Bergbaugesellschaft sowie die Österreichisch-Alpine Montangesellschaft den Kohleabbau in Hasendorf. Im Laufe des 20. Jahrhunderts wurde der Ort zu einer Wüstung.

## Sehenswürdigkeiten
In Hasendorf gab es mit dem 1870 neu errichteten Gerhaberkreuz ein sakrales Kleindenkmal.